# Torrelobatón
Torrelobatón ist ein Ort und eine spanische Gemeinde (municipio) mit 386 Einwohnern (Stand: 2024) im Zentrum der Provinz Valladolid in der Autonomen Region Kastilien-León.

## Lage und Klima
Der ca. 750 m hoch gelegene Ort Torrelobatón liegt am Zusammenfluss des Río Hontanija in den Río Hornija, einen Nebenfluss des Duero, in der Iberischen Meseta ca. 30 km (Fahrtstrecke) westlich von Valladolid bzw. knapp 18 km nördlich der historisch bedeutsamen Kleinstadt Tordesillas. Das Klima im Winter ist kalt, im Sommer dagegen warm bis heiß; der spärliche Regen (ca. 385 mm/Jahr) fällt verteilt übers ganze Jahr.

## Bevölkerungsentwicklung
| Jahr      | 1857  | 1900  | 1950  | 2000 | 2016 |
| Einwohner | 1.142 | 1.159 | 1.172 | 576  | 408  |

Der kontinuierliche Bevölkerungsrückgang im 20. Jahrhundert ist im Wesentlichen auf die Mechanisierung der Landwirtschaft und die Aufgabe von bäuerlichen Kleinbetrieben zurückzuführen (Landflucht).

## Wirtschaft
Die Einwohner der Gemeinde lebten jahrhundertelang hauptsächlich als Selbstversorger von der Landwirtschaft, zu der auch ein wenig Viehzucht (Schafe, Ziegen, Hühner) und in geringem Umfang auch der Weinbau gehörte. Erwirtschaftete Überschüsse konnten bei fahrenden Händlern getauscht oder auf den Märkten von Valladolid verkauft werden.

## Geschichte
Einige Historiker verorten den in antiken Schriften erwähnten und zum Siedlungsgebiet der Vaccaei gehörenden Ort Amallóbriga in oder bei Torrelobatón, doch wurden weder Römische noch westgotische oder maurische Funde gemacht. Im 9. Jahrhundert eroberten asturisch-leonesische Heere die Gebiete nördlich des Duero zurück (reconquista). Ende des 10. Jahrhunderts machte der maurische Heerführer Almansor die christlichen Erfolge vorübergehend wieder zunichte, doch begann danach die Phase der Wiederbevölkerung (repoblación) mit Christen aus allen Teilen der Iberischen Halbinsel. Im Jahr 1392 erwarb Alfonso Enríquez, der spätere Admiral von Kastilien, den Burgberg mitsamt dem wohl schon existierenden Ort zu dessen Füßen und erhielt die Erlaubnis zum Bau einer Burg (castillo). Sein Sohn Fadrique verlor jedoch die Gunst des Königs Juan II., woraufhin die begonnene Burg in die Hände von Alonso Pérez de Vivero († 1453) kam, der sie um die Mitte des 15. Jahrhunderts vollendete. Im Februar des Jahres 1521 eroberte der Comunero Juan de Padilla die Burg; seine Truppen wurden jedoch in der Schlacht von Villalar (23. April 1521) vernichtend geschlagen. Die Burg blieb bis ins 18. Jahrhundert hinein im Besitz der Familie Enriquez.

## Sehenswürdigkeiten

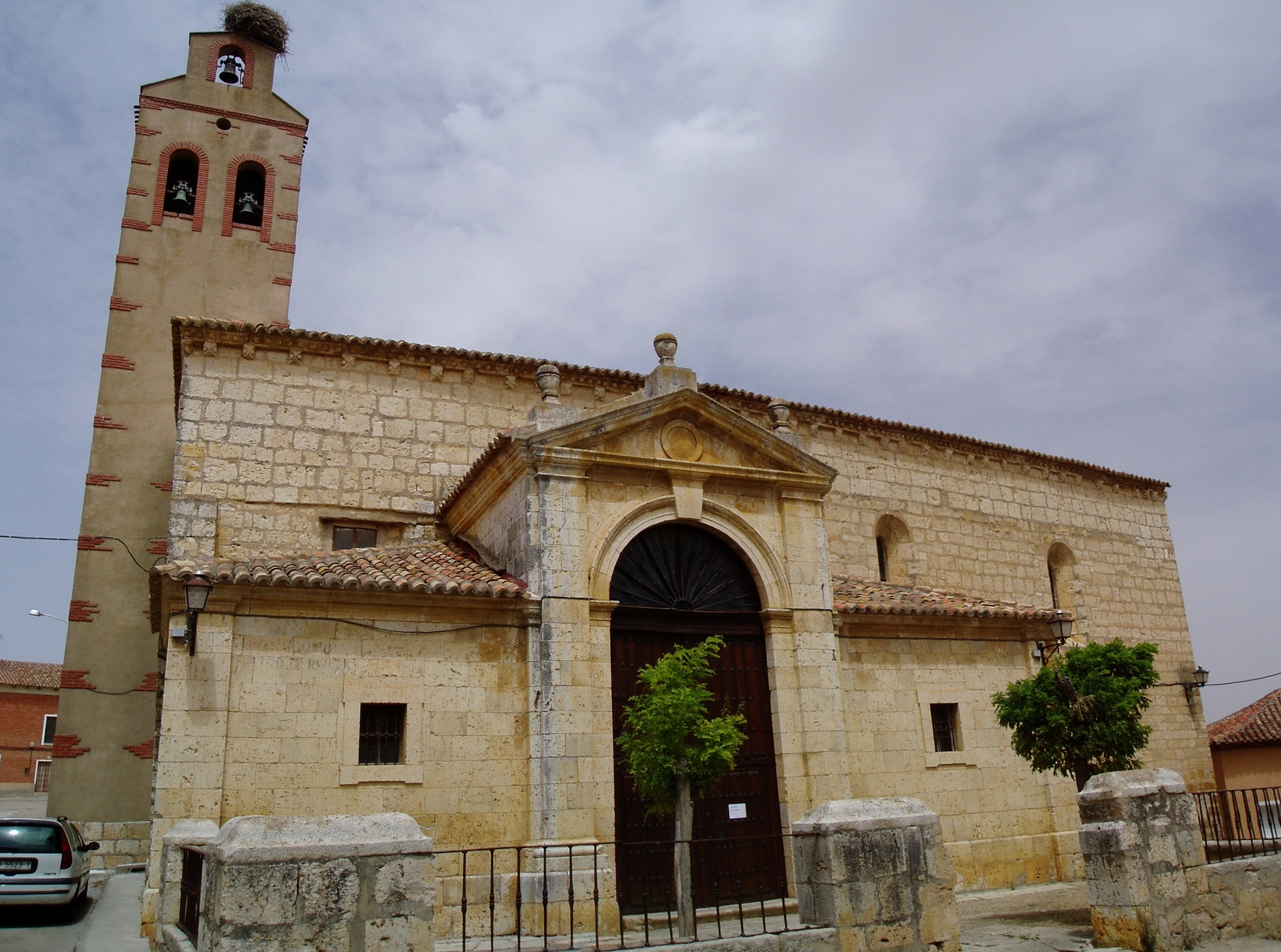
Torrelobatón – Iglesia de Santa María

- Wichtigste Sehenswürdigkeit von Torrelobatón ist die auf einem Hügel am nördlichen Ortsrand stehende und aus weitgehend exakt behauenen Werksteinen erbaute Burg. Ihr Grundriss ist quadratisch; in der Südecke erhebt sich der ca. 40 m hohe Bergfried (torre del homenaje), wohingegen die anderen Ecken von ca. 20 m hohen Rundtürmen gesichert werden. Alle Burgmauern und Türme sind von Zinnen (almenas) bedeckt und von Wehrgängen (adarves) umgeben.[4][5]
- Die im 16. Jahrhundert an der Stelle einer älteren Kirche erbaute Iglesia de Santa María bildet den Mittelpunkt des Ortes und steht auf dessen höchstem Punkt. Das vorgezogene Südportal aus dem 18. Jahrhundert bildet den Abschluss der Bauarbeiten und zeigt eine exakte Steinbearbeitung sowie eine deutliche neoklassizistische Ornamentik. Die Kirche ist dreischiffig; das Mittelschiff ist tonnengewölbt und mit Blindlünetten versehen, die nahezu gleichhohen Seitenschiffe sind gratgewölbt. Alle drei Schiffe (naves) enden in Apsiden mit fein gearbeiteten Schnitzaltären, unter denen der mittlere, dessen Schöpfer unbekannt ist, ganz besonders hervorzuheben ist; er zeigt Szenen der Geburt und der Passion Christi.[6]
- Die Ruine der Iglesia de San Pedro steht am Ortsrand. Im Jahr 1933 zerstörte ein Blitz den Glockengiebel (espadaña); dessen Einsturz zog den der Gewölbe nach sich.[7]